# Bernd Alois Zimmermann
Bernd Alois Zimmermann (ur. 20 marca 1918 w Bliesheim (w dzisiejszym Erftstadt), zm. 10 sierpnia 1970 w Königsdorf, dzielnicy Frechen) – niemiecki kompozytor i pedagog.

## Życiorys
Od 1937 studiował filozofię, literaturę niemiecką i pedagogikę (edukację muzyczną) na uniwersytetach w Bonn i Kolonii. Następnie w latach 1938–1940 oraz 1943–1944 studiował kompozycję, muzykologię i edukację muzyczną w wyższej szkole muzycznej w Kolonii pod kierunkiem Heinricha Lemachera, Paula Miesa, Philippa Jarnacha. Jego muzyczne zajęcia obejmowały pracę z orkiestrami tanecznymi i amatorskimi chórami, a także kompozycje i aranżacje do emisji filmów dokumentalnych i radiowych. Dyplom uzyskał w 1947. 
W czasie wojny został powołany do wojska i wysłany na front rosyjski oraz do okupowanej Francji, gdzie poznał utwory Igora Strawinskiego i Dariusa Milhauda, które miały istotny wpływ na jego dalszy rozwój artystyczny. W latach 1948–1950 brał udział w Międzynarodowych Letnich Kursach Nowej Muzyki w Darmstadcie, uczestnicząc w zajęciach prowadzonych przez Wolfganga Fortnera i René Leibowitza, tam też miał swoją prapremierę jego Konzert na orkiestrę (wersja zrewidowana, z 1948).
W latach 1650–1952 wykładał muzykologię na Uniwersytecie w Kolonii. Od 1957 kierował wydziałem dramatu radiowego, filmu i muzyki scenicznej w kolońskim konserwatorium (od 1962 jako profesor). W tym okresie, poza działalnością pedagogiczną, współpracował z radiem i teatrem, w celach zarobkowych pisał muzykę filmową i aranżował muzykę rozrywkową dla orkiestry Hermanna Hagestedta. 
W 1956 został wybrany przewodniczącym niemieckiej sekcji ISCM. W 1957 oraz w 1963 był stypendystą w Deutsche Künstlerakademie (10-miesięczna rezydentura w Villa Massimo w Rzymie), gdzie rozpoczął pracę nad operą Die Soldaten. W 1960 otrzymał główną nagrodę Nadrenii Północnej-Westfalii (Großer Kunstpreis des Landes Nordrhein-Westfalen), a w 1966 nagrodę artystyczną miasta Kolonii. Członek Akademie der Künste w Berlinie (od 1965).
W 1970 Zimmermann popełnił samobójstwo. Powodem był nieuleczalna choroba i świadomość nadchodzącej ślepoty.

## Twórczość
Zimmermann miał skłonność do wyrazistej rytmiki i wyrafinowanej harmonii; chętnie stosował kontrasty fakturowe i barwowe, znakomicie panując nad brzmieniowymi możliwościami instrumentów. Zaadaptowanie w zindywidualizowany sposób techniki dodekafonicznej i serialnej wyostrzyło jego stylistykę. 
Pierwszą z dwóch głównych cech jego idiomu kompozytorskiego jest stosowanie muzycznych kolaży w formie cytatów budujących formę i ekspresję utworu, zgodnie ze stworzonymi przez niego zasadami „kompozycji pluralistycznej”. Drugą – symultanizm muzyczny, polegający na koegzystencji elementów pochodzących z różnych stylów muzycznych i epok, co było zgodne z jego autorską koncepcją „kulistej postaci czasu” (Kugelgestalt der Zeit).
Najwybitniejszym dziełem Zimmermanna jest opera Die Soldaten (Żołnierze) (1957–1959) do własnego libretta według Jakoba Michalela Reinholda Lenza. Całe dzieło opiera się na jednej symetrycznej serii organizującej wszystkie parametry kompozycji (długość dźwięku, dynamikę, metrum). Każda scena opery zbudowana jest według tradycyjnej formy muzycznej np.: ciacona, ricercar, toccata, nokturn itp. Niektóre sceny rozgrywają się symultanicznie. Zimmermann wykorzystał m.in. cytaty z chorału gregoriańskiego, utwory J.S. Bacha, elementy muzyki elektronicznej i jazzowej, taniec, pantomimę oraz projekcje filmowe.                      
Ostatnią ważną kompozycją Zimmermanna, ukończoną rok przed śmiercią, jest monumentalne Requiem für einen jungen Dichter (Requiem dla młodego poety) (1967–1969) – poruszająca ewokacja historii europejskiej w latach 1920–1970, w której kompozytor zawarł najbardziej osobiste refleksje na temat śmierci. Forma muzyczna, osadzona na konstrukcji liturgicznej requiem, składa się z różnych materiałów muzycznych i stylów: ricercar, rappresentazione, tratto, elegia, lament, Dona nobis pacem. Utwór zawiera teksty literackie Dantego, Jamesa Joyce’a, Ezry Pounda, Alberta Camusa, Władimira Majakowskiego i in. oraz  fragmenty dokumentów, relacji prasowych i oryginalne nagrania wypowiedzi m.in. Jana XXIII, Josepha Goebbelsa, Adolfa Hitlera, Neville’a Chamberlaina, Imre Nagy’a, Mao Zedonga.

## Ważniejsze kompozycje
(na podstawie materiałów źródłowych)

### Utwory sceniczne
- Alagoana, caprichos brasileiros, balet (1950–1955)
- Die Soldaten, opera, libretto kompozytor wg J.M.R. Lenza (1958–1960, zrewid. 1964); wyst. Kolonia 1965, wyst. pol. Warszawska Jesień 1971

### Utwory orkiestrowe
- Sinfonia prosodica (1945)
- Konzert na orkiestrę (1946, zrewid. 1948)
- Sinfonie in einem Satz (1947–1951, zrewid. 1953); wyk. pol. Warszawska Jesień 1984
- Symphonische Variationen und Fuge über „In dulci jubilo” (1949)
- Koncert skrzypcowy (1950)
- Koncert na obój z małą ork. (1952)
- Koncert na wiolonczelę z małą ork. (1953), 2. wer. pt. Canto di speranza (1957); wyk. pol. Warszawska Jesień 1986
- Konzert „Nobody Knows the Trouble I See” na trąbkę i ork. (1954)
- Antiphonen na altówkę z małą ork. (1962)
- Dialoge na 2 fortepiany i ork. (1960, zrewid. 1965), wer. na 2 fortepiany pt. Monologe (1964); wyk. pol. Warszawska Jesień 1965
- Concerto en forme de „pas de trois” na wiolonczelę i ork. (1966); wyk, pol. Warszawska Jesień 1976

### Utwory na skrzypce i fortepian
- Kleine Suite (1942)
- Trio smyczkowe (1944), wer. koncertowa na ork. smyczkową (1948)
- Kwintet jazzowy Die Befristeten (1964)

### Utwory na instrumenty solowe
- Capriccio na fortepian (1946), wer. na fortepian na 4 ręce (1946)
- Enchiridion na fortepian (1949–1952)
- Sonata na skrzypce (1951); wyk. pol. Warszawska Jesień 1985
- Metamorphosen na fortepian (1954}
- Sonata na altówkę (1955)
- Konfigurationen na fortepian (1956)
- Sonata na wiolonczelę (1960)
- 4 kurze Studien na wiolonczelę (1970)

### Utwory wokalne
- Tandum ergo na chór a cappela (1947)
- Symfonia wokalna Die Soldaten (na podst. opery) na sopran koloraturowy, mezzosopran, alt, tenor, baryton, bas i ork. (1957–1963)
- Kantata Omnia tempus habent na sopran i 17 instr.; słowa z Wulgaty (1958); wyk. pol. Warszawska Jesień 2006
- Requiem für einen jungen Dichter na sopran, baryton, 3 chóry, organy, zespół jazzowy, ork.  i taśmę; słowa: różni autorzy i nagrania historyczne (1967–1969)
- Ich wandte mich und sah an alles Unrecht, das geschah unter der Sonne dla dwóch recytatorów, na bas i ork.; słowa m.in. F. Dostojewski i z Księgi Koheleta (1970)